# سرگی سولویوف
سرگی سولویوف (روسی: Серге́й Миха́йлович Соловьёв؛ زاده ۱۷ مه ۱۸۲۰ درگذشته ۱۶ اکتبر ۱۸۷۹) یک تاریخ‌نگار اهل روسیه بود.